# Lluer gorjanegre
El lluer gorjanegre (Spinus barbatus) és una espècie d'ocell de la família dels fringíl·lids (Fringillidae).

## Descripció
- Fa una llargària de 13 - 14 cm.

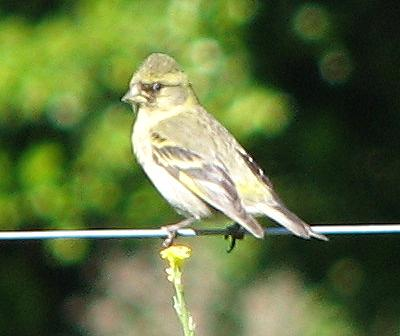
Femella

- Mascle amb dors groc verdós i ratlles longitudinals fosques. Parts inferiors grogues. Cap groc verdós, amb front, capell i gola negre. Ales fosques amb dues línies grogues.
- Femella similar al mascle, sense zones negres al cap i gola i amb zones inferiors més verdoses.

## Hàbitat i distribució
Habita boscos i zones arbustives del centre i sud de Xile i sud-oest de l'Argentina fins a la Terra del Foc i les illes Malvines.

## Reproducció

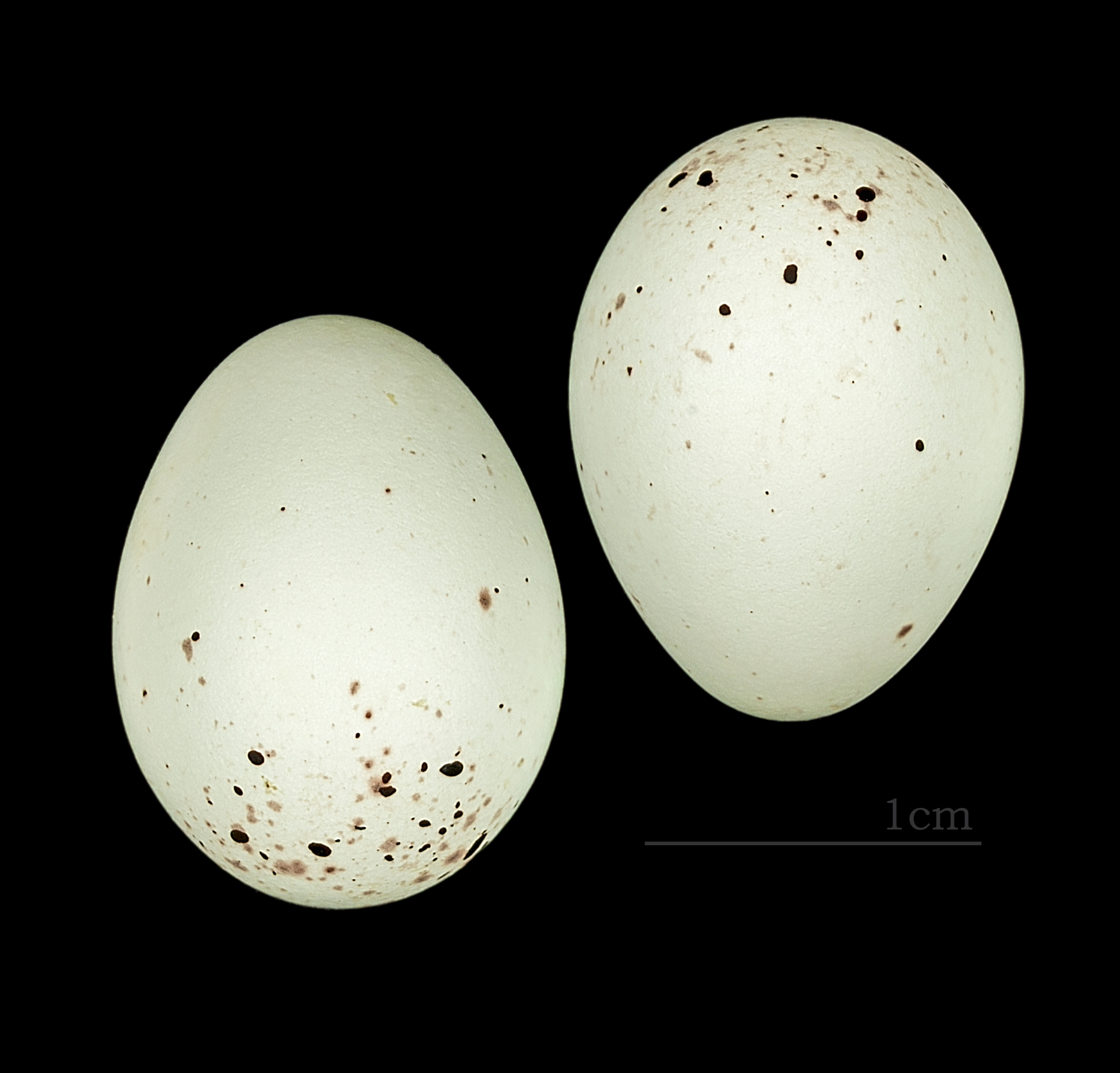
Ous de Spinus barbata

Entre els mesos de setembre fins a desembre, o encara abans, fan el niu en forma de tassa, a la bifurcació d'una rama, amb herba i molsa i folrat amb llana i plomes. Ponen 3 - 6 ous blancs amb tons blau cel, amb petites taques color cafè prop de l'extrem ample.